# Regione Metropolitana di Santarém
La regione metropolitana di Santarém è un'area metropolitana del Brasile, ubicata nello Stato del Pará, ufficialmente costituita nel 2012. Secondo le stime dell'IBGE aveva nel 2015 una popolazione di 325.002 abitanti.

## Comuni
Comprende 3 comuni:
- Belterra
- Mojuí dos Campos
- Santarém